# Neoitamus castaneipennis
Neoitamus castaneipennis är en tvåvingeart som beskrevs av Motozi Tagawa 1981. Neoitamus castaneipennis ingår i släktet Neoitamus och familjen rovflugor. Inga underarter finns listade i Catalogue of Life.